# Державний археологічний музей (Варшава)

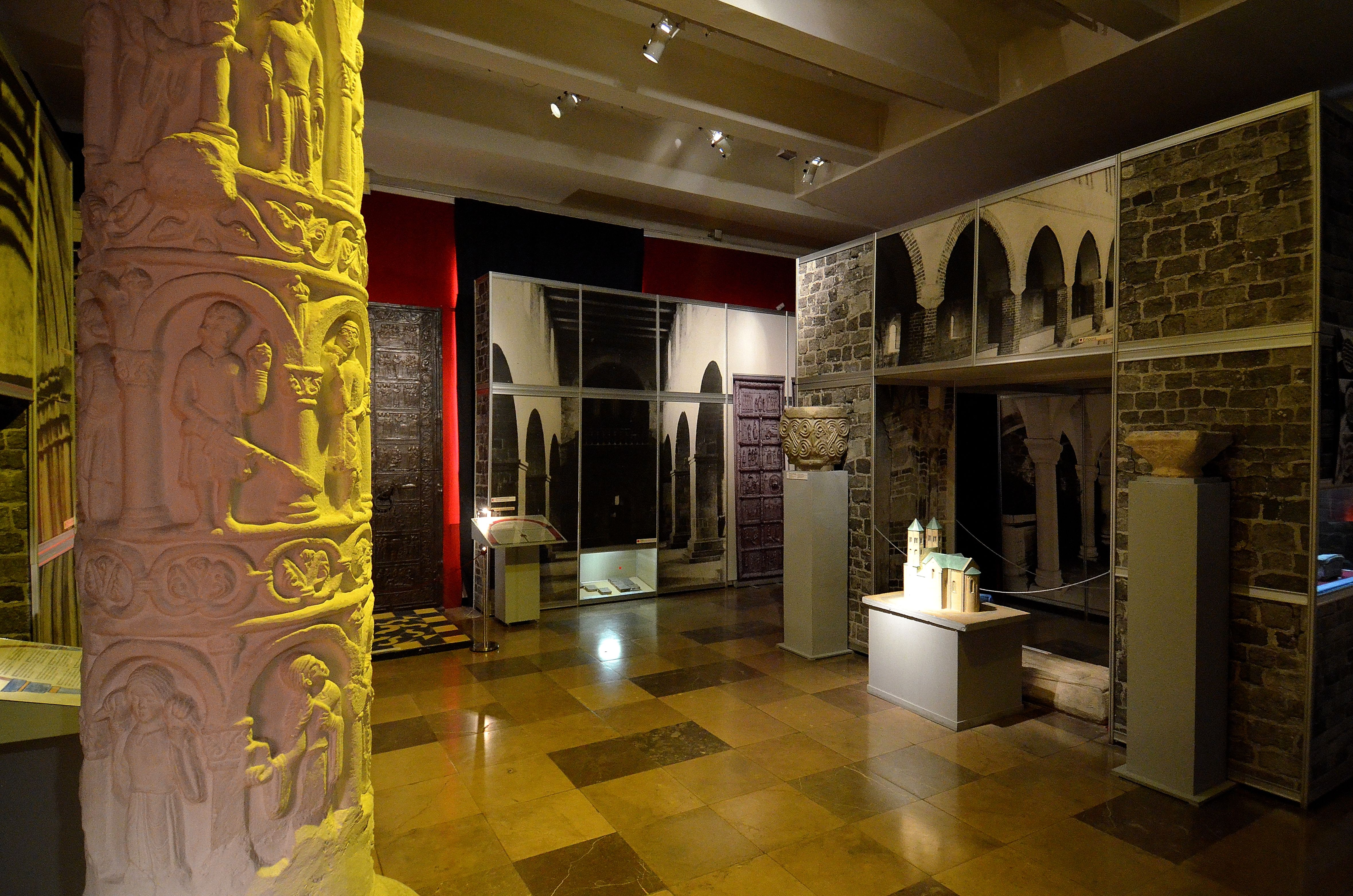
Фрагмент експозиції на першому поверсі (відділ Раннього Середньовіччя)

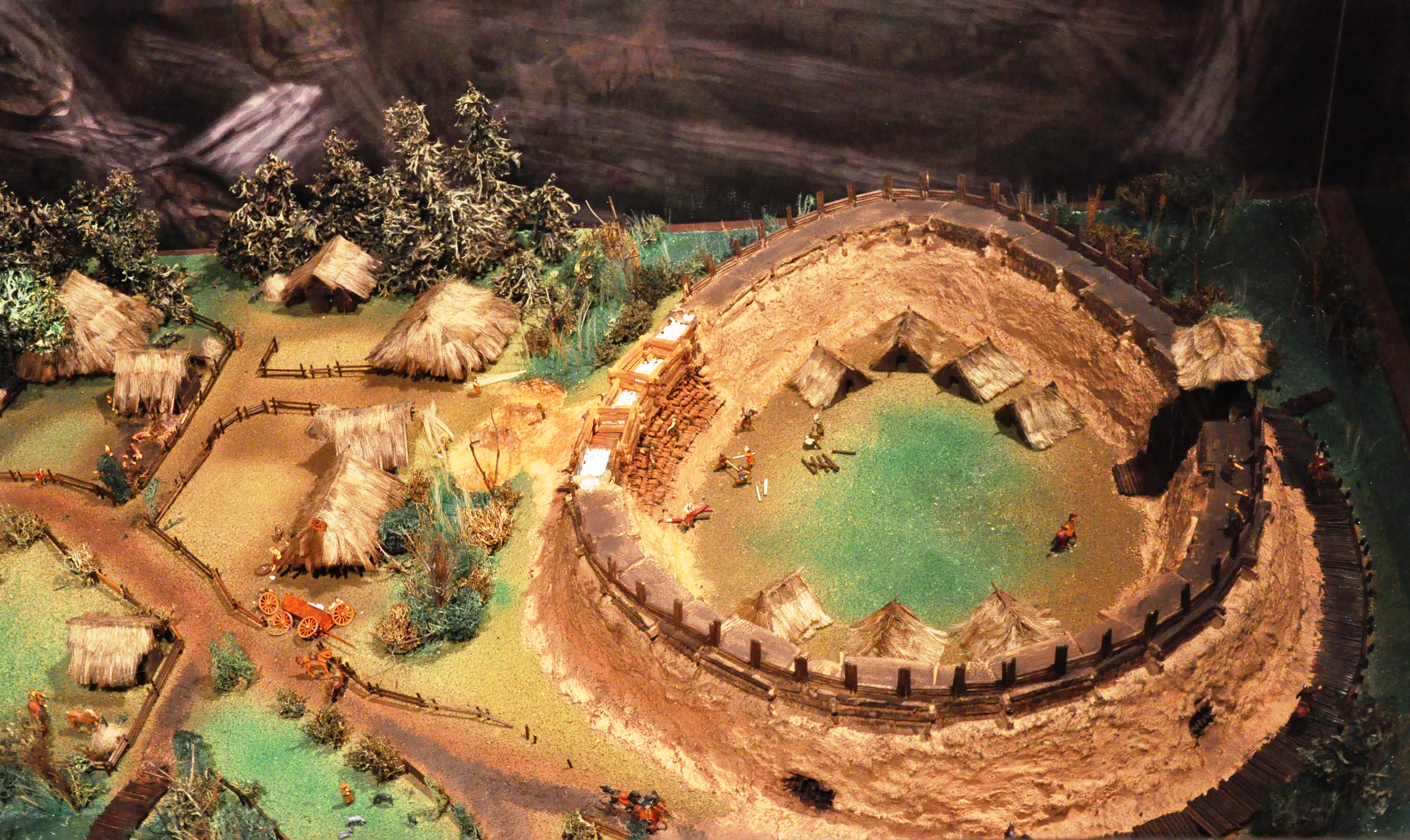
Модель укріпленого поселення Gród na Bródnie

Державний археологічний музей у Варшаві (пол. Państwowe Muzeum Archeologiczne w Warszawie, PMA) був заснований в 1923 році, з 1958 року знаходиться в будівлі варшавського Арсеналу. Присвячений, в основному, давній та середньовічній історії Польщі. Зареєстрований в Державному реєстрі музеїв.

## Історія
Національний археологічний музей був заснований в 1923 році за рішенням польської Організації у справах релігії та Міністерства народної освіти. У 1928 році йому було присвоєно значення науково-дослідного центру з вивчення давньої історії польських земель, збору, зберігання та обміну колекціями, а також підтримання пам'ятників і популяризації передісторії.
Колекція музею поповнювалася експонатами нині не існуючого Музею промисловості і сільського господарства, а також приватних колекцій, наприклад Зигмунта Глогера. Близько 95% колекції поповнювалося предметами з археологічних польових робіт.
Після 1945 року до музею приєднався Археологічний музей Варшавського наукового товариства ім. Еразма Маєвського і Біскупинське городище.

## Колекція
В основному в музеї показані археологічні об'єкти минулих і нинішніх польських територій. Вік експонатів — починаючи від неоліту і до середньовіччя.